# Тит Аний Мило
Тит Аний Милон (на латински: Titus Annius Milo; † 48 пр.н.е.) e римски политик, син на Гай Папий Целз и Ания. Осиновен е от бащата на майка му, Тит Аний Луск Руф.
Той е привърженик на Помпей и организира банди от наемници и гладиатори, за да подкрепя сената против Публий Клодий Пулхер, който провежда подобни акции на популарите.
През 57 пр.н.е. Милон е народен трибун и има голям дял за връщането на Цицерон от изгнание.
Милон става през 54 пр.н.е. претор и се жени за Корнелия Фауста, дъщеря на предишния диктатор Сула и бивша съпруга на Гай Мемий.
През 53 пр.н.е. Милон е кандидат за консул, а Клодий за претор. На 18 януари 52 пр.н.е. Клодий и Милон се срещат случайно с въоръжени свити на Виа Апия при Бовиле и започват битка, при която Клодий е убит. Привържениците на Клодий занасят трупа му в Курия Хостилия на Форум Романум и с нея го изгарят.
Милон е даден под съд. Цицерон го защитава с речта си Pro Tito Annio Milone ad iudicem oratio (Pro Milone). Милон отива в изгнание в Масилия, а неговата собственост продадена.
През 48 пр.н.е. Милон се връща обратно в Италия и се включва във въстанието на Марк Целий Руф против Цезар, подпомаган от остатъците на своята войска от гладиатори. Той пада убит при обсадата на хирпинския град Компса (днес Конза‎).